# 罗曼·冈萨雷斯 (篮球运动员)
罗曼·冈萨雷斯（西班牙語：Román González，1978年1月28日—），阿根廷男子篮球运动员。他曾代表阿根廷国家队参加2008年夏季奥林匹克运动会篮球比赛，获得一枚铜牌。他也曾出战2010年世界篮球锦标赛。